# ریکو اوراکاوا
ریکو اوراکاوا (انگلیسی: Riko Urakawa؛ زادهٔ ۱۴ ژانویهٔ ۱۹۹۸) بازیکن فوتبال اهل ژاپن است.